# مركزية ديمقراطية

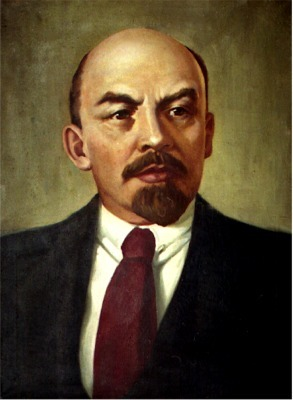
لوحة "لينين" للفنان أليكسي نيستيرينكو: تجسيد للمركزية الديمقراطية في الفن السوفيتي

المركزية الديمقراطية أو الديمقراطية المركزية مصطلح يدل على أساس النظام الانتخابي، وطريق قيادة الأحزاب الشيوعية ذات الخلفية الماركسية اللينينية, حيث تعتبر المركزية الديمقراطية هي أساس تنظيم الأحزاب الشيوعية وأحد أسس التنظيم اللينيني.

## الأسس
- يوجد مركز واحد يقود الحزب الشيوعي داخل الدولة وخارجها
- يتم انتخاب كافة هيئات الحزب من القاعدة إلى القمة بما فيها الهيئات القيادية
- يحق لكل عضو في الحزب أن يرشح نفسه وغيره ويحق للهيئات الأعلى كذلك تسمية مرشحيها
- أن يكون عدد المرشحين أكثر من العدد المطلوب
- كل هيئة حزبية تتخذ قراراتها بالتصويت وتخضع الأقلية لرأي الأكثرية
- تقدم الهيئات الحزبية تقارير بنشاطها إلى منظماتها والهيئات الأعلى
- الانضباط الصارم وتنفيذ كل المهام والالتزام بسياسة الحزب
- العمل الجماعي من خلال المسؤولية الفردية بحيث لا يكون العمل الفردي مغايراً لسياسة الحزب
- وحدة الإرادة والعمل وخضوع الأقلية للأكثرية بحيث يمنع منعاً باتاً التكتل داخل الحزب

## وصلات خارجية
- ماهي المركزية الديمقراطية